# Wu Shugen
Wu Shugen –en xinès, 吴树根– (26 d'agost de 1987) és una esportista xinesa que va competir en judo, guanyadora d'una medalla d'or als Jocs Asiàtics de 2010, i una medalla de plata al Campionat Asiàtic de Judo de 2012.

## Palmarès internacional
| Jocs Asiàtics     | Jocs Asiàtics             | Jocs Asiàtics | Jocs Asiàtics |
| Any               | Lloc                      | Medalla       | Categoria     |
| ----------------- | ------------------------- | ------------- | ------------- |
| 2010              | Canton ( R.P. de la Xina) | 1             | –48 kg        |
| Campionat Asiàtic |                           |               |               |
| Any               | Lloc                      | Medalla       | Categoria     |
| 2012              | Taskent ( Uzbekistan)     | 2             | –48 kg        |